# Sagina chilensis
Sagina chilensis är en nejlikväxtart som beskrevs av Naud. och C. Gay. Sagina chilensis ingår i släktet smalnarvar, och familjen nejlikväxter. Inga underarter finns listade i Catalogue of Life.